# Машина Руба Голдберга
Руб Голдбергова машина је изум, проналазак, уређај или апарат који је свесно пројектован тако да једноставан задатак извршава на што компликованији начин. Овакав уређај, по правилу, укључује ланчану реакцију. Израз је добио име у част америчког карикатуристе и проналазача Руба Голдберга (1883—1970).
Током година израз је добио шире значење, па се сада односи на било какав збуњујући или бесмислено сложен систем, укључујући и збуњујућа решења законодавних реформи, компликованих система пензионог осигурања и сл.

## Настанак
Карикатуре Руба Голдберга постале су познате по томе што су приказивале сложене уређаје који обављају једноставне задатке на индиректан и веома сложен начин. „Професор Бутс и саморадећа салвета”, карикатура из 1931. године, касније је била поново објављена у неколико збирки, укључујући и књигу разгледница „Изуми Руба Голдберга!” (Rube Goldberg's Inventions!) и монографију „Руб Голдберг: Изуми”  (Rube Goldberg: Inventions), које је приредио Мајнард Френк Вулф из заоставштине Руба Голдберга.
Године 1931. Меријам-Вебстер речник усвојио је појам „Руб Голдберговски” као придев којим се дефинише непотребно обављање неке једноставне радње на веома сложен начин.

## Називи за сличне машине широм света
- Аустралијски стрип цртач Брус Пети (Bruce Petty) је различитим компликованим машинама представљао појаве у економији, међународним односима и другим социјалним питањима.[5]
- У Аустрији Франц Гзелман деценијама је радио на сличној машини, коју је назвао Weltmaschine ("светска машина").[6]
- У Данској се сличне машине називају Storm P maskiner  по данском проналазачу и стрип цртачу Роберту Сторм Петерсену (1882–1949).[7]
- Сличне машине у Француској се називају usine à gaz(рафинерија гаса), сугеришући на веома сложену и компликовану машинерију која прети да експлодира. Овај израз данас користе углавном програмери да укажу на компликовани програм, или новинари да опишу збуњујуће законе или прописе.[8]
- У Немачкој се сличне машине најчешће називају Was-passiert-dann-Maschine (Шта-се-дешава-даље-машина).[9][10]
- У Великој Британији назива се Heath Robinson contraption (Хит Робинсонова справа), названа по фантастичној стрип машини коју је илустровао британски цртач Хит Робинсон. Ова машина је слична Руб Голдберговој, али нешто старија. потиче иѕ 1912. године.(реф. 6)  има слично значење, али претходи Рубе Голдберг машину, пореклом из Велике Британије у 1912.[11]
- У Индији се, у бенгалском језику, колоквијално користи израз khuror kol (খুড়োর কল - Ујкин изум), према лику Ујке из песме хумористе и дечјег писца Сукумара Реја.[12]
- У Јапану се слични уређаји називају Pitagora Suicchi (јап. ヒタコラスイッチ - Питагорин уређај или Питагорин прекидач).[13]
- У Норвешкој је карикатуриста и приповедач Кјел Аукруст (Kjell Aukrust) створио цртани лик по имену Реодор Фелген, који непрестано измишља компликоване машине. Иако их често прави од неочекиваних делова, оне увек раде веома добро. Фелген је најпознатији као проналазач изузетно моћанног, али превише компликованог аутомобила Il Tempo Gigante, у анимираном филму Ива Каприна (Ivo Caprino) Flåklypa Grand Prix (1975).
- У Шпанији су уређаји налик на Руб Голдбергове машине познати као Inventos del TBO (tebeo), названи по онима које је цртало више карикатуриста у часопису ТБО (TBO magazine).[14]
- У Турској такви уређаји су познати као Zihni Sinir Projeleri(Пројекти Зихни Синира), које је осмислио професор Зихни Синир (тур. Zihni Sinir - Неприступачни Ум), стрип јунак карикатуристе Ирфана Сајара (İrfan Sayar) из 1977. године.[15][16]

Многе Руб Голдбергове идеје су коришћене у филмовима и ТВ емисијеама широм света за стварање различитих комичних ефеката.

## Утицај на друге уметнике
- Хит Робинсон (Heath Robinson) је био енглески карикатуриста и илустратор најпознатији по цртежима смешно сложених машина које служе постизању једноставних циљева.[11]
- Петер Фичли и Дејвид Вајс (Peter Fischli & David Weiss), швајцарски уметници познати по својој уметничкој инсталацији Der Lauf der Dinge (Начин на који ствари раде, 1987), получасовном филм који приказује непрекидну ланчану реакцију створену од свакодневних предмета, која подсећа на Руб Голдбергову машину.[17]
- Тим Хокинсон (Tim Hawkinson) створио је неколико уметничких дела који садрже компликоване апарате који се обично користе да би се створила дела апстрактне уметности или музике. Многи од њих су фокусирана на случајности, попут слот машина.[18]
- Joseph's Machines представља неколико популарних видео снимака на Јутјубу у којима је, користећи концепт Руб Голдбергове машине, приказано неколико комичних инсталација.[19]

## Манифестације и такмичења
Почетком 1987. године на Универзитету Пердју у Индијани први пут је организовано годишње Национално такмичење у прављењу Руб Голдбергових машина. Године 2009. слично такмичење организовало је инжењерско братство Тета Тау (ΘΤ) на Универзитету Калифорније у Берклију.
Почев од 1997. године уметник кинетичке скулптуре Артур Гансо је водитељ годишњег конкурса "Петак после Дана захвалности" (Friday After Thanksgiving - FAT), који је организово Музеј Масачусетског института за технологију у Кембриџу (Масачусетс). Тимови такмичара, постављених у великом кругу, праве инсталације које се покрећу ланчаним реакцијама, тако да се рад сваке инсталације наставља на рад претходног и наредног тима. у стилу Руб Голдбергових машина.
Chain Reaction Contraption Contest је годишње такмичење које се одвија у Научном центру Карнеги у Питсбургу (Пенсилванија), током кога средњошколски тимови праве машине Руба Голдберга које извршавају одређене једноставне задатке у 20 корака (задаци се мењају сваке године).
У ТВ емисији Food Network Challenge, 2011. године од учесника је захтевано да креирају машину Руба Голдберга од шећера.
На манифестацији под називом „Могућа мисија” (Mission Possible), која се организује у оквиру Научне Олимпијаде, студенти такмичари праве уређаје налик Руб Голдберговим машинама за извршавање одређеног броја задатака.
У априлу 2012. године компанија Бош је у Мађарској организовала манифестацију под називом "Игралиште инжењера", на којој су учесници морали да изврши велики број задатака користећи принципе засноване на Руб Голдберговој машини.

### Руб Голдбергове машине у Србији
Једна занимљива Руб Голдбергова машина представљена је на 5. Фестивалу науке, одржаном од 2. до 4. децембра 2011. године у Београду.
Природно-математички факултет Универзитета у Новом Саду организовао је 2016. године такмичење у изради Руб Голдбергових машина, под називом „Упали лампицу”.